# Kamuysaurus
Kamuysaurus („ještěr – božstvo“) byl rod hadrosauridního dinosaura, který žil asi před 72 miliony let (v období svrchní křídy) na území současného severu Japonska (objev fosilií byl učiněn u města Mukawa na ostrově Hokkaidó). Fosilie byly objeveny roku 2013 v mořských sedimentech souvrství Hakobuči (Yezo Group) v oblasti Hobetsu. Formálně byl typový druh K. japonicus popsán mezinárodním týmem paleontologů v září roku 2019.

## Popis

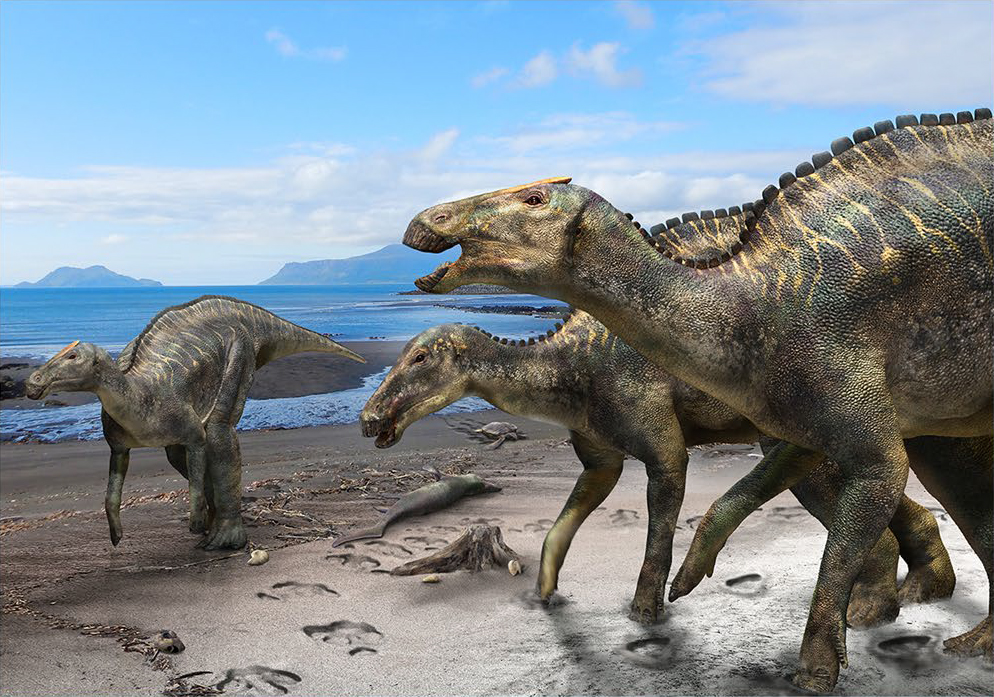
Hypotetická ekologická scéna se zástupci rodu Kamuysaurus

Podle údajů v popisné studii byl objevený jedinec dospělý a jeho věk dosahoval 9 nebo více let. Délka kostry v kompletním stavu činí asi 8 metrů a odhad živé hmotnosti dinosaura se pohybuje v rozmezí asi 4 až 5,3 tuny. Jedná se tak zatím o největší dinosauří kostru, objevenou v Japonsku. Dinosaurus se pravděpodobně dokázal pohybovat po dvou i po čtyřech.

## Zařazení
Téměř kompletní kostra tohoto hadrosaurida umožnila určit jeho přesnější pozici v dinosauří systematice. Jednalo se pravděpodobně zástupce podčeledi Hadrosaurinae a ještě přesněji pak tribu Edmontosaurini. Kamuysaurus vytvářel monofyletickou skupinu spolu s dalšími východoasijskými rody Laiyangosaurus a Kerberosaurus. Předek tohoto kladu zřejmě migroval na východ Asie již před pozdním kampánem, tedy zhruba v době před 80 miliony let.